# Корона Британской империи

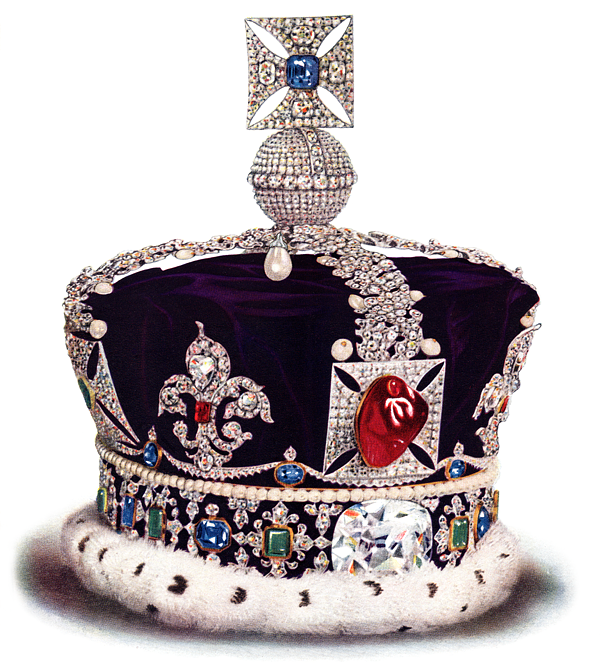
Корона Британской империи

Корона Британской империи (англ. Imperial State Crown) — относится к так называемым драгоценностям Короны — королевским регалиям, ювелирным украшениям, принадлежащим не лично британскому монарху, а государству в юридическом лице Короны.

## Характеристика
Корона Британской империи по своей форме изготовлена подобно короне святого Эдуарда: венец с чередующимися четырьмя крестами и четырьмя геральдическими лилиями, выше которых от крестов идут четыре полудуги. Венчает корону шар с крестом. Внутри — бархатная шапка с горностаевой опушкой. Корона несёт на себе: 2868 алмазов, 273 жемчужины, 17 сапфиров, 11 изумрудов и 5 рубинов.
В корону вставлены драгоценные камни, имеющие историческое значение. В верхний крест короны вставлен сапфир, известный как сапфир св. Эдуарда; в передний крест вставлен рубин Чёрного принца; ниже рубина на фронтоне установлен алмаз Куллинан-II (Вторая Звезда Африки), в тыловую часть обода короны вставлен сапфир Стюартов.
Вес короны составляет 1,06 кг (2,3 фунта).

## Хранение и экспонирование регалий
До короля Карла I в 1649 году большинство Британских Королевскиx Регалий хранилось в сокровищнице, прилегающей к Белой башне Лондонского Тауэра. После того, как в 1660 году регалии были переделаны, их перевезли в Башню Мартина. Сами драгоценности находились на первом этаже башни, в то время как в верхних комнатах располагались апартаменты Хранителя Сокровищницы. Карл II (1660-85) назначил на эту должность сэра Гильберта Талбота, однако, так как тот не пожелал жить в Лондонском Тауэре, резидентским Хранителем стал его слуга, Талбот Эдвард. Единственным доходом Эдварда был показ регалий посетителям за плату. В 1671 году полковник Томас Блад попытался украсть королевские регалии из Башни Мартина. Вполне возможно, что он смог бы осуществить задуманное, если бы не сын Эдвардса, непредвиденно вернувшийся домой и заставший воров врасплох, один из которых запихивал в штаны королевскую Державу.
Первоначально посетителям разрешалось трогать экспонаты, протянув руку через решетку, но в 1815 году одна посетительница разогнула дуги Британской короны, с тех пор касаться корон категорически запрещено. После большого пожара в Тауэре в 1841 году королевские регалии были перевезены из Башни Мартина в новое, более просторное здание Сокровищницы. В 1866 году их переместили в Башню Уэйкфилд и в 1967 в Комплекс Ватерлоо, где они экспонируются по сей день.

## Корона в процедуре коронации

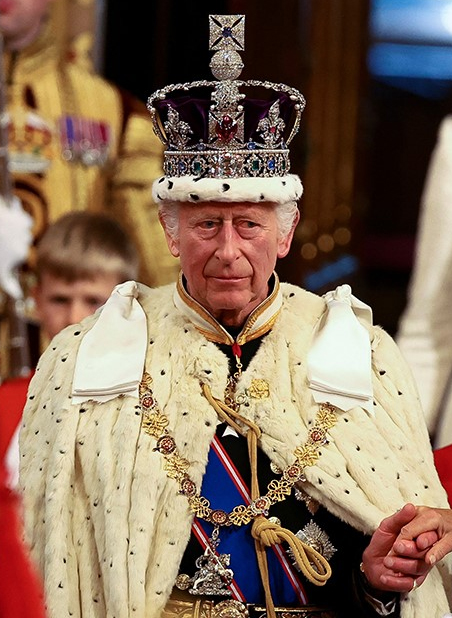
Карл III в короне Британской империи, 2024

Во время коронации корона Британской империи надевается монархом лишь перед отъездом из Вестминстерского аббатства. В самой процедуре коронации корона не участвует, хотя именно эту корону можно отнести к числу самых надеваемых монархами, так как вес короны наиболее удобен для длительного ношения.
Корона использовалась во время коронации королевы Виктории, однако впоследствии также применялась в светских торжествах и приёмах. Вскоре после этого королева решила, что корона была слишком тяжёлой для ношения, и вместо этого её стали носить перед ней на подушечке. Однажды в 1845 году герцог Aргайл уронил корону. По словам королевы, погнутый корпус короны выглядел как «провалившаяся запеканка». В 1909 году форму короны восстановили, а в саму корону был инкрустирован огромный бриллиант Куллинан II. С тех пор сапфир, чьё место занял этот знаменитый бриллиант, хранился в запасниках.
Короной Виктории перестали пользоваться в 1911 году, когда камни из неё были перемещены в практически идентичную корону. Эта новая Корона Британской Империи была изготовлена для коронации короля Георга VI в 1937 году. Она венчала чело и королевы Елизаветы II. Она является точной копией более ранней короны Британской империи, изготовленной для королевы Виктории, но имеет меньший вес и более удобна для длительного ношения.
Именно в короне Британской империи ежегодно королева открывала сессию Парламента. Существует традиция, по которой корона и другие драгоценности отдельно доставляются в специальной карете в Вестминстерский дворец до отъезда монарха из Букингемского дворца и надеваются им или ею непосредственно перед процедурой открытия Парламента. Утром в день открытия Парламента, монарх надевает корону в своей частной резиденции, чтобы привыкнуть к её весу (910 г.) и чувствовать себя увереннее. По словам одного придворного, он видел, как королева Елизавета II утром в день открытия Парламента завтракала, сидя за столом с короной Британской империи на голове и читая газету.
Остовы старых корон Британской империи королей Георга I, Георга IV, королевы Аделаиды и королевы Виктории хранятся в Тауэре. Корона Британской империи, как самая носимая и наиболее подверженная износу и старению, почти для каждого монарха изготавливалась новая, при этом учитывался личный вкус монарха.